# Canarium whitei
Canarium whitei är en tvåhjärtbladig växtart som beskrevs av André Guillaumin. Canarium whitei ingår i släktet Canarium och familjen Burseraceae. Inga underarter finns listade i Catalogue of Life.